# 普拉塔尼亚
普拉塔尼亚（義大利語：Platania），是意大利卡坦扎罗省的一个市镇。总面积24平方公里，人口2250人，人口密度93.8人/平方公里（2009年）。ISTAT代码为079099。